# Лоска
Лоска́ — село в Україні, у Новгород-Сіверській міській громаді Новгород-Сіверського району Чернігівської області. Населення становить 344 осіб. До 2020 орган місцевого самоврядування — Блистівська сільська рада.
Село назване опісля назви річки Лоска, зараз в селі є ставок. Всі жителі цього населеного пункту, що загалом становлять 344 особи, відрізняються насамперед яскравою говіркою.

## Археологія
Найдавнішими урочищем на лосківських землях є сама річка Лоска, її балка, що була найближчим мисливським угіддям для мешканців мізинської палеолітичної стоянки 20-тисячної давними. Кроманьйонці вже тоді пізнали красу урочища, а на кістках мамонтів вирізали прямокутні закрутки рогів оленів лосківської балки.

## Історія
Ще наприкінці XVII століття монахи Новгород-Сіверського Спаського монастиря облаштували на річці Лосці свою доволі велику Лосківську обитель. Вона була огороджена, й «оздоблена кількома чудовими вежами», як засвідчив в своєму щоденнику за 10 листопада 1708 р. шведський вояка Крман, прямуючи разом з військом з села Гнатівки до Ушівки. У селі Лоска знаходився великий монастирський двір, мабуть, значно більший ніж у Новгороді-Сіверському.
За статистичними даними 1859 р. в казенному селі Лоска Кролевецького повіту нараховувалося  9 дворів, 65 мешканців. Пашня лосківців знаходилися за Карасівським бором в бік Блистови на захід, впереміж з полем карасівців. Ґрунт трьох сортів – сірий на глинистому піґгрунті; – глинистий за Язвицьким яром; – піщаний з південного боку. У цілому половина пашні знаходилася на пісках, чверть на сірій та чверть на глиністій землі. Щороку третину навозу селяни спрямовували під посіви жита, решту – під коноплю, з неї виробляли пеньку та олію на сухомлинівській олійні, приналежній казенним селянам або на олійні Савицького біля Ушівської криниці. Сінокоси лосківців були на Сухомлинівському болоті,  по берегам річки Лоски в урочищах Ступник, Вилище, Ваталище та біля озера Красовиця. Також були заливні сінокоси по Десні, найкращі з них на Березовій гриві за Десною, потім – в низинах, а найгірші сінокоси, низької болотної якості, йшли під гору. Зайве сіно селяни продавали в Шостку, на пороховий завод, звичайна ціна – 3 руб. за віз. 
12 червня 2020 року, відповідно до розпорядження Кабінету Міністрів України № 730-р «Про визначення адміністративних центрів та затвердження територій територіальних громад Чернігівської області», увійшло до складу Новгород-Сіверської міської громади.
19 липня 2020 року, в результаті адміністративно - територіальної реформи та ліквідації колишнього Новгород-Сіверського району, село увійшло до новоствореного Новгород-Сіверського району Чернігівської області.
Село відоме своєю футбольною командою.[джерело?]

## Населення

### Мова
Розподіл населення за рідною мовою за даними перепису 2001 року:
| Мова       | Кількість | Відсоток |
| ---------- | --------- | -------- |
| українська | 342       | 99.42%   |
| російська  | 2         | 0.58%    |
| Усього     | 344       | 100%     |

## Уродженці
- Микола Колчицький, канцлер Московської патріархії